# Кръсте Цървенковски
Кръсте Трайков Цървенков или Цървенковски (на македонска литературна норма: Крсте Трајков Црвенковски) с псевдоними Стево, Янко, Богомилски е югославски комунистически партизанин, народен герой на Югославия и секретар на Македонската комунистическа партия.

## Биография
Роден е на 16 юли 1921 година в град Прилеп в занаятчийско семейство. Внук е на Илия Цървенков. От 1935 г. е член на СКМЮ, а след това и на ЮКП. През 1939 г. става член на Местния комитет на ЮКП в Прилеп. Записва философия в Скопие, но гонен от полицията прекъсва следването си и започва да живее нелегално. След разгрома на Югославия през април 1941 г. за кратко се легализира. По това време пристига в София, където отсяда у Данаил Крапчев, който е негов роднина и записва философия в университета, но по-късно прекъсва. Родителите му не одобряват комунистическата му дейност.
След нападението на Германия над СССР отново минава в нелегалност. През септември 1941 година е политически комисар на Прилепския партизански отряд „Гоце Делчев“. В края на 1941 г. заминава за Западна Македония в Италианската окупационна зона. Там става секретар на Окръжния комитет на ЮКП за Тетово. Издава в-к „Братство“. През септември 1942 г. е арестуван в Гостивар, тогава в Албания и вкаран в затвора в Тирана. След бягството си остава в Албания и през април 1943 г. става секретар на Областния комитет на МКП за региона. През декември 1943 г. Цървенковски става един от организаторите на Учредителния конгрес на НОМСМ. Първоначално е секретар на НОМСМ, а след това и председател.. След като Италия капитулира, става организационен секретар на СКМЮ за Македония. През юни 1944 г. е назначен за заместник-политически комисар на първа македонска ударна бригада.
След войната е министър на просвещението и културата на Югославия (1958-1963). Сътрудничи на вестник Народен войник. През юли 1963 сменя изпадналия в немилост Лазар Колишевски на поста секретар на ЦК на МКП (1963-1969). След това става член на Президиума на СФРЮ, а от юни 1971 до юни 1972 година е заместник-председател на Президиума. През 1974 година поради своите либерални възгледи е отстранен от политиката. В началото на промените през 1990 г. е част от екипа,  създал Социалдемократическа партия на Македония, но бързо се разочарова и се оттегля отново от политиката. След това се отдава на писане на мемоари. Синът му Стево Цървенковски е дипломат и министър в Република Македония.
Носител е на Партизански възпоменателен медал 1941 година и е обявен за народен герой на Югославия на 27 ноември 1953.

## Творчество
- „Проблеми на реформата на университета“ (1959, на сръбско-хърватски)
- „Сојузот на комунистите на Македонија и демократизацијата на општеството“ (1971)
- „Во одбрана на македонската кауза“ (1989)
- „Подводни гребени на политиката: разговори со Крсте Црвенковски“ (1993)
- „Нашиот поглед за времето на Колишевски“ (заједно са Славко Милосавлевски) (1996)
- „На браникот на македонската самобитност: материјали од политичките разговори за македонското прашање“ (1999)
- „Заробена вистина“ (2003)

## Родословие
|                  |                  |                  |                  |                  |                  |  |  |                                   |                                   |                                   |                                   |                                   |                                   |  |  |                               |                               |                               |                               |                               |                               |  |  |                |                |                |                |                |                |  |  |  |  |  |  |  |  |  |  |
|                  |                  |                  |                  |                  |                  |  |  |                                   |                                   |                                   |                                   | Наум Цървенков                    |                                   |  |  |                               |                               |                               |                               |                               |                               |  |  |                |                |                |                |                |                |  |  |  |  |  |  |  |  |  |  |
|                  |                  |                  |                  |                  |                  |  |  |                                   |                                   |                                   |                                   |                                   |                                   |  |  |                               |                               |                               |                               |                               |                               |  |  |                |                |                |                |                |                |  |  |  |  |  |  |  |  |  |  |
|                  |                  |                  |                  |                  |                  |  |  |                                   |                                   |                                   |                                   |                                   |                                   |  |  |                               |                               |                               |                               |                               |                               |  |  |                |                |                |                |                |                |  |  |  |  |  |  |  |  |  |  |
| Христо Цървенков | Христо Цървенков | Христо Цървенков | Христо Цървенков | Христо Цървенков | Христо Цървенков |  |  | Илия Цървенков                    | Илия Цървенков                    | Илия Цървенков                    | Илия Цървенков                    | Илия Цървенков                    | Илия Цървенков                    |  |  | Иван Цървенков                | Иван Цървенков                | Иван Цървенков                | Иван Цървенков                | Иван Цървенков                | Иван Цървенков                |  |  | Диме Цървенков | Диме Цървенков | Диме Цървенков | Диме Цървенков | Диме Цървенков | Диме Цървенков |  |  |  |  |  |  |  |  |  |  |
| Христо Цървенков | Христо Цървенков | Христо Цървенков | Христо Цървенков | Христо Цървенков | Христо Цървенков |  |  | Илия Цървенков                    | Илия Цървенков                    | Илия Цървенков                    | Илия Цървенков                    | Илия Цървенков                    | Илия Цървенков                    |  |  | Иван Цървенков                | Иван Цървенков                | Иван Цървенков                | Иван Цървенков                | Иван Цървенков                | Иван Цървенков                |  |  | Диме Цървенков | Диме Цървенков | Диме Цървенков | Диме Цървенков | Диме Цървенков | Диме Цървенков |  |  |  |  |  |  |  |  |  |  |
|                  |                  |                  |                  |                  |                  |  |  | Трайко Цървенков                  | Трайко Цървенков                  | Трайко Цървенков                  | Трайко Цървенков                  | Трайко Цървенков                  | Трайко Цървенков                  |  |  | Владимир Цървенков (1872 – ?) | Владимир Цървенков (1872 – ?) | Владимир Цървенков (1872 – ?) | Владимир Цървенков (1872 – ?) | Владимир Цървенков (1872 – ?) | Владимир Цървенков (1872 – ?) |  |  |                |                |                |                |                |                |  |  |  |  |  |  |  |  |  |  |
|                  |                  |                  |                  |                  |                  |  |  | Трайко Цървенков                  | Трайко Цървенков                  | Трайко Цървенков                  | Трайко Цървенков                  | Трайко Цървенков                  | Трайко Цървенков                  |  |  | Владимир Цървенков (1872 – ?) | Владимир Цървенков (1872 – ?) | Владимир Цървенков (1872 – ?) | Владимир Цървенков (1872 – ?) | Владимир Цървенков (1872 – ?) | Владимир Цървенков (1872 – ?) |  |  |                |                |                |                |                |                |  |  |  |  |  |  |  |  |  |  |
|                  |                  |                  |                  |                  |                  |  |  | Кръсте Цървенковски (1921 – 2001) | Кръсте Цървенковски (1921 – 2001) | Кръсте Цървенковски (1921 – 2001) | Кръсте Цървенковски (1921 – 2001) | Кръсте Цървенковски (1921 – 2001) | Кръсте Цървенковски (1921 – 2001) |  |  | Васил Цървенков (1906 – ?)    | Васил Цървенков (1906 – ?)    | Васил Цървенков (1906 – ?)    | Васил Цървенков (1906 – ?)    | Васил Цървенков (1906 – ?)    | Васил Цървенков (1906 – ?)    |  |  |                |                |                |                |                |                |  |  |  |  |  |  |  |  |  |  |
|                  |                  |                  |                  |                  |                  |  |  | Кръсте Цървенковски (1921 – 2001) | Кръсте Цървенковски (1921 – 2001) | Кръсте Цървенковски (1921 – 2001) | Кръсте Цървенковски (1921 – 2001) | Кръсте Цървенковски (1921 – 2001) | Кръсте Цървенковски (1921 – 2001) |  |  | Васил Цървенков (1906 – ?)    | Васил Цървенков (1906 – ?)    | Васил Цървенков (1906 – ?)    | Васил Цървенков (1906 – ?)    | Васил Цървенков (1906 – ?)    | Васил Цървенков (1906 – ?)    |  |  |                |                |                |                |                |                |  |  |  |  |  |  |  |  |  |  |
|                  |                  |                  |                  |                  |                  |  |  | Стево Цървенковски (1947 – 2004)  |                                   |                                   |                                   |                                   |                                   |  |  |                               |                               |                               |                               |                               |                               |  |  |                |                |                |                |                |                |  |  |  |  |  |  |  |  |  |  |